# Rosa bianca (Daphne Casorati Maugham)
Rosa bianca è un dipinto di Daphne Casorati Maugham. Eseguito verso il 1955, appartiene alle collezioni d'arte della Fondazione Cariplo.

## Descrizione
L'opera, di difficile datazione, mantiene alcune caratteristiche tipiche dell'opera della Maugham quali l'austerità compositiva e cromatica, ma non presenta la nettezza di linee e contorni che Casorati trasmise alla moglie.